# 메탈슬러그 퍼스트 미션
메탈슬러그 퍼스트 미션은 1인칭 슈팅 게임이다.

## 스토리
배경은 메탈슬러그 1에서 1년 전이다. 주인공은 펠그린 팔콘즈의 신병으로 플레이 된다

## 특징

### 캐릭터
캐릭터는 한 명이다. 그러나 게임을 클리어 하면 여자 캐릭터가 생긴다.

### 스테이지
23개의 스테이지로 이뤄져있고 분기점 이있는데 분기점은 비밀통로나 께고 다시 하면 생기는 경우도 있다.

### 계급 시스템
현 미군의 계급을 인용 한 것으로 점수와 구출한 포로수를 기준으로 계급이 있으며 최고 계급은 대마왕이다

## 슬러그
메탈슬러그와슬러그 플라이어가 있다. 원작과는 달리 슬러그 어택과 피격시 무적 시간은 없다. 대신 메탈슬러그가 파괴 당하면 감옥에 가고 슬러그 플라이어가 격추 당하면 낙하산을 타고 내려오는 볼 수 있고 이럴 때는 분기점이 되어서 그대로 진행하는 것과는 다른 플레이를 할 수 있다